# Акъюловский сельсовет
Акъюловский сельсовет (баш. Акъюл ауыл советы) — муниципальное образование в Хайбуллинском районе Башкортостана. Согласно Закону о границах, статусе и административных центрах муниципальных образований в Республике Башкортостан имеет статус сельского поселения.

## Население
| 2002 | 2010 | 2012 | 2013 | 2014 | 2015 | 2016 |
| ---- | ---- | ---- | ---- | ---- | ---- | ---- |
| 1055 | ↘799 | ↘779 | ↘742 | ↘736 | ↘720 | ↘718 |
| 2017 | 2018 |      |      |      |      |      |
| ↘709 | ↘674 |      |      |      |      |      |

## Состав сельского поселения
- с. Галиахметово,
- д. Акназарово,
- д. Акъюлово,
- д. Урузбаево.